# Aliança Popular para a Democracia
A Aliança Popular para a Democracia (APD) (em tailandês: พันธมิตร ประชาชน เพื่อ ประชาธิปไตย, romanizado: "Phanthamit Prachachon Pheu Prachathipatai") também chamado de Aliança de Libertação Nacional (กลุ่ม พันธมิตร กู้ ชาติ, Klum Phanthamit Ku), Aliança de Libertação Nacional (กลุ่มพันธมิตรกู้ชาติ, Klum Phanthamit Ku Chat), Rede de Patriotas Tailandeses ou, mais comumente, "Camisas Amarelas" (เสื้อ เหลือง, Suea Lueang). Foi um movimento político e grupo de pressão reacionário e monarquista tailandês.
Foi originalmente uma coalizão de manifestantes contra Thaksin Shinawatra, ex-primeiro-ministro da Tailândia, que fundou o Thai Rak Thai Party, que era apoiado pelos agricultores que ficaram endividados como resultado da crise financeira asiática de 1997.
Dentre os líderes da APD, se destacavam o magnata da mídia Sondhi Limthongkul e o major-general Chamlong Srimuang.
A APD foi um dAs principais protagonistas das crises políticas tailandesas de 2005-2006, de 2008 e na disputa de fronteira entre o Camboja e a Tailândia.
Seus integrantes consistiam principalmente de ultra-monarquistas da classe média e da classe trabalhadora de Bangkok e do sul da Tailândia, apoiados por algumas facções do Exército Real Tailandês, alguns líderes do Partido Democrata e integrantes dos sindicatos de empresas estatais.

## Visão geral
A APD foi formada para liderar manifestações contra o governo de Thaksin Shinawatra, a quem acusavam de ser antimonarquia.
Em setembro de 2006, dois dias depois do Golpe de Estado na Tailândia de 2006 ter derrubado o governo interino de Thaksin Shinawatra, a APD dissolveu-se voluntariamente após anunciar que os seus objetivos tinham sido alcançados.
No entanto, em maio de 2008, após a vitória dos aliados de Thaksin, liderados pelo Partido do Poder do Povo (PPP), liderado por Samak Sundaravej, nas eleições gerais realizadas em 23 de dezembro de 2007, a APD iniciou novamente protestos de rua e em agosto ocupou a Casa do Governo para pressionar o governo de coalizão de Samak a renunciar.
Os apoiadores da APD também tomaram aeroportos em Phuket, Krabi e Hat Yai. além de bloquear rodovias importantes. Sindicatos ligados à APD pararam os serviços ferroviários em todo o reino e ameaçaram desligar os serviços de electricidade e água a não apoiantes da APD.
As milícias armadas da APD, denominadas como: "Guerreiros Serivijaia" apreenderam uma emissora de televisão e vários prédios ministeriais do governo. 
A violência entre apoiadores da APD e manifestantes anti-APD deixou dezenas de feridos e um manifestante da APD morto. Os apoiantes ricos da APD ameaçaram iniciar uma corrida aos bancos que poderia desestabilizar o sistema financeiro tailandês se o governo Samak não renunciasse.
Os protestos da APD cresceram depois que o Tribunal Constitucional considerou Samak culpado de violar uma lei que proíbe os ministros do governo de receberem salário de outro emprego.
Manifestantes liderados pela APD cercaram o Parlamento e usaram barricadas de arame farpado para impedir que a legislatura se reunisse para ouvir Somchai Wongsawat, substituto de Samak e cunhado de Thaksin, anunciar formalmente as suas políticas.
A polícia utilizou a força para dispersar os manifestantes, resultando em centenas de feridos graves e na morte de uma jovem, causados pelas explosões de granadas de gás lacrimogéneo de fabrico chinês, que a polícia mal treinada disparou diretamente contra os manifestantes.
Em resposta, a APD renunciou formalmente à não-violência e jurou que promoveria uma vingança sangrenta. Em Novembro, a APD bloqueou o Parlamento antes de uma sessão legislativa crucial, utilizando ônibus públicos sequestrados para assumir o controlo dos escritórios provisórios do governo no Aeroporto Internacional Don Mueang e assumiu o controlo do Aeroporto Internacional de Suvarnabhumi. 
A APD também ameaçou sitiar os portos marítimos da Costa Leste.
A APD defendeu a demissão de Thaksin, Samak Sundaravej e Somchai Wongsawat, que eram acusados de serem procuradores do ex-primeiro ministro Thaksin. Sondhi propôs originalmente Somchai como uma alternativa aceitável a Samak.
Quando Somchai substituiu Samak, a APD recusou-se a parar os seus protestos, observando que Somchai é cunhado de Thaksin.
No auge dos cercos, a APD declarou que a única pessoa que aceitariam como primeiro-ministro seria Abhisit Vejjajiva.
Os cercos e protestos liderados pela APD somente terminaram depois que o Tribunal Constitucional dissolveu o PPP, baniu os seus líderes da política e o Comandante do Exército Anuphong Phaochinda pressionou muitos deputados do PPP para desertar para o Partido Democrata e para eleger Abhisit Vejjajiva como primeiro-ministro.
Khamnoon Sitthisamarn, o líder mais importante da PAD, chamou a nomeação de Abhisit para o cargo de primeiro ministro de uma "vitória genuína da APD" e um "golpe de estado ao estilo Anuphong".
Alegando o suposto fracasso da democracia popular na Tailândia, a APD sugeriu alterações constitucionais que tornariam o parlamento um órgão nomeado em grande parte pela realeza.
Além disso, a APD se opunha fortemente às políticas econômicas populistas de Thaksin e às tentativas de descentralizar o poder político.
Segundo a Comissão Asiática de Direitos Humanos, embora não se possa descrever a APD como fascista, trata-se de uma organização que tem características fascistas.
A APD, que era em grande parte composta por monarquistas, costumava afirmar que os seus inimigos eram desleais à monarquia e apelava abertamente aos militares e à elite tradicional da Tailândia para assumir um papel mais importante na política.
A APD era ferozmente anti-cambojana, tendo o líder da APD e, então Ministro das Relações Exteriores, Kasit Piromya, chamado o primeiro-ministro cambojano, Hun Sen, de "gangster" ou "vagabundo", "perturbado" e especulado que ele era um "escravo" de Thaksin.

## Origens e liderança
A APD foi formalmente constituída em 8 de fevereiro de 2006, depois que a família de Thaksin vendeu ações da Shin Corp para a Temasek Holdings., na ocasião, a APD considerou as transações como uma prova de conflito de interesses.
O Comitê Central do PAD era composto por:
- Sondhi Limthongkul: magnata da mídia;
- Chamlong Srimuang: Major-general, ex-governador de Bangkok, líder do Partido Palang Dharma (um partido político de inspiração budista) e ex-porta-voz da Confederação para a Democracia (movimento de oposição de 1992);
- Phiphob Thongchai: ativista;
- Somsak Kosaisuuk: líder sindical, ex-porta-voz da Confederação para a Democracia;
- Somkiat Pongpaiboon: Professor universitário e ativista da Assembleia dos Pobres;[18]

Além dos cinco principais líderes, outros dez integrantes formavam o Comitê Gestor da APD: Pitaya Wongkul, Rewadee Prasertcharoensuuk, Rosana Tositrakul, Chaiwat Sindhuwong, Preeda Tiasuwan, Sirichai Maingam, Suwit Watnuu, Kochawan Chaiyabut, Weerapol Sopa e Ouychai Wata .
Outros integrantes de destaque da APD eram: o famoso artista Sarunyoo Wongkrachang e Suriyasai Katasila, ex-líder da Campanha pela Democracia Popular.
Vários funcionários atuais e ex-funcionários de Sondhi desempenharam papéis de destaque na APD, como: Panthep Puapongbhant, Khamnoon Sitthisaman, Samran Rodpetch, Sarocha Pornudomsak, Anchalee Paireerak, Yuthayong Limlertwatee e Torpong Sewatarm.

### Apoiadores
Inicialmente, aqueles que participavam dos protestos da APD eram, principalmente, as pessoas de classe média e alta de Bangkok. Esse grupo incluía socialites proeminentes (apelidadas de "Blue Blood Jet Set" pelo Bangkok Post) e alguns membros integrantes de menor importância da família real tailandesa.
Posteriormente, a base de apoio da APD expandiu-se para incluir funcionários públicos, sindicalistas, a classe média urbana de outras cidades, grupos budistas conservadores, habitantes do sul da Tailândia e a chamada "elite".
Com exceção do sul da Tailândia, a APD tinha apoio principalmente nas cidades, em contraste, os apoiadores de Thaksin eram mais fortes em áreas rurais.
Dentre os grupos budistas que apoiavam o PAD podem-se citar a seita "Santi Asoke" e seu "Exército Dharma", liderado por Chamlong Srimuang, ex-mentor de Thaksin.
O General Pathompong Kesornsuk, um ajudante próximo de Prem Tinsulanonda, então Presidente do Conselho Privado da Tailândia, apareceu com o uniforme completo nos protestos da APD e instou seus colegas soldados a fazerem o mesmo.
O Exército ignorou abertamente as ordens do governo para expulsar partidários da APD que ocupavam da Casa do Governo, o Aeroporto Don Muang e o Aeroporto Suvarnabhumi. Anupong Paochinda, um ex-comandante do Exércitom, pediu, publicamente, a renúncia do governo várias vezes, embora também tenha pedido que a APD desocupasse os aeroportos.
A APD costumava utilizar a cor amarelo, a cor da família real tailandesa, e afirmava estar defendendo o Rei Bhumibol Adulyadej e a monarquia contra a alegada deslealdade de Thaksin.
Por outro lado, o Rei não fez nenhuma manifestação durante os protestos, embora a Rainha Sirikit tenha assistido à cremação de uma jovem morta por uma granada policial num protesto dirigido pela APD e a tenha descrito como uma "boa menina" e como uma "protetora da monarquia e do país". No entanto, quando a Princesa Sirindhorn, foi questionadas numa conferência de imprensa nos EUA se ela pensava que a APD estava agindo em nome da monarquia, respondeu: "Acho que não. Eles fazem as coisas por si próprios."
Muitos membros da APD receberam apoio financeiro do seu líder, Sondhi Limthongkul.

## Propostas Políticas

### Linhas gerais
A APD afirma que defende uma política honesta, que promova a justiça e o Estado de Direito, ao mesmo tempo que luta contra a corrupção entre políticos e funcionários públicos.
Eles também afirmam defender a monarquia constitucional e opõem-se àqueles que consideram querer mudar o estatuto da monarquia.
Segundo Sondhi Limthongkul, um dos principais líderes da APD: “A democracia representativa não é adequada para a Tailândia”, pois entendia que o sistema eleitoral elegia repetidamente governos populistas e corruptos.
Para corrigir isso, a APD propunha o que chamava de "Nova Política" e em, 2 de junho de 2009, fundou o Partido da Nova Política.
Embora a maioria dos seus líderes apoiasse, e em alguns casos tivesse ajudado a redigir a Constituição posterior ao golpe de 2007, a APD propôs alterações constitucionais que fariam com que 70% dos deputados fossem nomeados, com base em grupos profissionais, sendo apenas 30% eleitos pelo processo eleitoral usual.
A partir do dia 21 de setembro de 2008, a APD passou a defender uma fórmula segundo a qual 50% do Parlamento seria votado por área geográfica e o restante por representantes ocupacionais.

### Acirramento das disputas com o Camboja
A APD foi descrita como "hipernacionalista" e se opunha fortemente ao que afirmava que seriam violações da soberania nacional da Tailândia.
Dentre as evidências desse hipernacionalismo, pode-se mencionar a oposição à decisão do governo Samak de apoiar o pedido do governo cambojano para a inscrição do Templo Hindu de Preah Vihear como Património Mundial, com base no fato de que o terreno próximo ao templo é objeto de disputa fronteiriça.
A APD acusou o gabinete liderado pelo PPP de ajudar Thaksin Shinawatra a obter grandes lucros com o Camboja, utilizando este acordo como uma troca.
Além disso, a APD defendeu: a retirada dos investidores tailandeses do Camboja, o encerramento de todos os 40 postos de controlo fronteiriços entre a Tailândia e o Camboja, a proibição de todos os voos da Tailândia para Phnom Penh e Siam Reap, a construção de uma base naval em Koh Kut (uma ilha nas proximidades da fronteira com o Camboja) e a abolição do comitê que supervisiona a demarcação de áreas marítimas sobrepostas por meio de uma declaração unilateral de um mapa marinho tailandês.

### Propostas de sistema governamental
Em contraste com Thaksin, que afirmou querer elevar a Tailândia ao nível do mundo desenvolvido, Sondhi defendia uma "sociedade razoável" antimaterialista, com o mínimo possível de dívidas de consumo e pouca preocupação com "quantos carros ou máquinas de lavar" as pessoas possuem.
A APD era a favor de limites ao investimento estrangeiro, se opunha à privatização de empresas estatais e era cética em relação ao investimento estrangeiro. Sondhi disse em uma entrevista: “Não imponham à Tailândia uma sociedade de comércio livre e orientada para o consumo”.
Enquanto Thaksin e Samak defendiam os interesses dos eleitores nas zonas rurais e no sector agrícola com as suas políticas económicas de "via dupla" que combinavam políticas populistas, como o acesso universal ao sistema de saúde, com uma maior participação na economia global, a APD, em contraste, são defendia o corte de gastos em projectos populistas de bem-estar social e "mega-projectos".

### Demanda por intervenção real
No dia 24 de Fevereiro de 2006, em um contexto de tensões políticas crescentes, Thaksin dissolveu o Parlamento, apenas um ano depois de ter sido reeleito, e convocou novas eleições para a Câmara em 2 de abril. Em março, a APD solicitou a intervenção do Rei e a remoção de Thaksin do poder.
A APD afirmava que a intervenção real era a única resposta pacífica possível à crise política, entretanto, no dia 26 de abril, o Rei rejeitou a ideia em um discurso, dizendo: "Pedir um primeiro-ministro nomeado pela realeza é antidemocrático. É, perdoe-me, uma bagunça. É irracional."